# Sajóvámos
Sajóvámos – wieś i gmina w północno-wschodniej części Węgier, w pobliżu miasta Miszkolc.

## Podział administracyjny
Administracyjnie gmina należy do powiatu Miskolc, wchodzącego w skład komitatu Borsod-Abaúj-Zemplén i jest jedną z jego 40 gmin.